# Federazione cestistica di Saint Lucia
La Federazione cestistica di Saint Lucia è l'ente che controlla e organizza la pallacanestro a Saint Lucia.
La federazione controlla inoltre la nazionale di pallacanestro di Saint Lucia. Ha sede a Castries e l'attuale presidente è Anthony Lamontagne.
È affiliata alla FIBA dal 1997 e organizza il campionato di pallacanestro di Saint Lucia.